# Oprișești (okręg Bacău)
Oprișești – wieś w Rumunii, w okręgu Bacău, w gminie Răchitoasa. W 2011 roku liczyła 310 mieszkańców.